# Рамзан Кадиров
Рамзан Ахматович Кадиров (чеч. Къадири Ахьмадан кIант Рамзан, рус. Рамзан Ахматович Кадыров) је руски државник и политичар, лидер Чеченске Републике, члан Бироа Врховног савета политичке странке Јединствене Русије, Херој Руске Федерације (од 2004. године). Син је првог председника Чеченије у саставу Русије, Ахмада Кадирова. Власник је и председник ФК Терека из Грозног.
Током Првог рата у Чеченији учествовао је у војним операцијама против федералних снага, док је током Другог рата прешао на страну савезне владе.
Кадиров је био и шеф службе безбедности у Чеченији, тадашњег премијера Чеченије. Од 2007. године, обавља функцију председника (лидера) ове Републике, у саставу Руске Федерације. Обављајући дужности у војсци и обавештајним службама, стекао је чин генерал-потпуковника.
За време рата у Украјини, током битке за Маријупољ где је лично надгледао чеченске трупе, 5. октобра 2022., Путин му је доделио чин генерал-пуковника.

## Биографија

### Младост
Рамзан Кадиров рођен је 5. октобра 1976. године у селу Центарој, у Курчалојевском рејону, Чечено-Ингушетске АР, РСФСР, Совјетски Савез. Он је био други син у породици Ахмада Кадирова и његово најмлађе дете. Његов старији брат био је Зелимхан Кадиров (1974 - 31. мај 2004), а има и две старије сестре, Зарган (рођена 1971) и Зулу (рођена 1972). Кадирови припадају једној од највећих чеченских кланова - Беној.
Основну и средњу школу (1992) Кадиров је завршио у свом родном селу.
Након избијања Првог чеченског рата 1994. године, Кадиров се заједно са оцем прикључује редовима сепаратиста у Чеченији и борио против руских снага. Након овог рата, Кадиров је од 1996. године, радио као асистент и лични телохранитељ свог оца Ахмад-Хаџи Кадирова, који је био муфтија Ичкерије. Ахмад-Хаџи Кадиров био је један од вођа сепаратистичког и анти-руског покрета у Чеченији, који је против Русије прогласио џихад.

### Улазак у јавне службе РФ
У јесен 1999. године, Рамзан и његов отац, се одупиру нарастајућем утицају вехабизма међу Чеченима и стају на страну федералне владе из Москве. Године 2000, Ахмад Кадиров постаје шеф привремене управе Чеченије. За то време, његов син Рамзан Кадиров, у периоду 2000-2002, обавља дужност инспектора за комуникације при Министарству унутрашњих послова Руске Федерације, чија је функција укључивала и заштиту објеката државних органа и безбедност највиших челника унутрашњих послова Чеченије. Од маја 2002. до фебруара 2004. године он преузима командну функцију овог органа.
Након смрти његовог оца, 10. маја 2004. године, Рамзан Кадиров је именован за првог заменика премијера Чеченске Републике. Обављајући ову функцију, Кадиров ће се коначно обрачунати са остацима милитаната који су вршили терор над Чеченима лојалним савезним органима државе. У једној таквој акцији у септембру 2004. године, Кадиров је био тешко рањен. Међутим, ова функција ће му омогућити и то да се ближе спријатељи са председником Руске Федерације Владимиром Путином.

### Премијер Чеченске Републике (2005—2007)
Након што је 18. новембра 2005. године, тадашњи премијер Чеченије Сергеј Абрамов тешко повређен у саобраћајној несрећи, истог дана на његово место је именован Рамзан Кадиров за вршиоца дужности председника владе ове републике. У јануару 2006. године, Кадиров је постао председник владине Комисије за борбу против трговине дрогом у Чеченији, а 9. фебруара 2006. и Секретар регионалног огранка странке Јединствена Русија.
Премијерска функција Кадирова обележена је враћањем мира у овом делу Кавказа, као и његовим личним сукобом са дотадашњим председником Чеченске Републике Алу Алхановим.

### Председник Чеченске Републике (2007—2011)
Након поменутог сукоба, 15. фебруара 2007. године, Алханов подноси оставку, која је прихваћена од стране председника Владимира Путина. Истовремено, Путин потписује указ о именовању Рамзан Кадирова на место вршиоца дужности председника Републике. Пар дана касније, 1. марта председник Путин је номиновао Кадирова чеченском парламенту, а номинацију је подржало 56 од 58 чланова оба дома овог парламента, чиме је Кадиров и званично постао председник Чеченске Републике.
Након преузимања функције председника, Кадиров се још одлучније упушта у елиминацију терористичких група у Чеченији. Иако се након ових акција ситуација у Републици стабилизовала, многе групе за заштиту људских права да га оптужују за озбиљна кршења разних хуманитарних права.
Рамзан Кадиров, наставља унутрашњу политику свога оца. Ток његове владавине обележен је великом изградњом и обновом инфраструктуре у Чеченији, а која је омогућена углавном због великих субвенција из федералног буџета. Друга карактеристика владавине Кадирова је исламизација Републике. Кадиров често говори у прилог шеријатским законима или посебним (исламским) правилима. У време његовог председништва, у Грозном је отворена џамија Срце Чеченије, као и Руски исламски универзитет. Његови наступи у медијима, представљају га као дубоко религиозну особу, а више пута је давао и јавну подршку Чеченском суфизму, насупрот радикалног исламског селефизма.
Због своје политике, Кадиров је више пута био мета атентата, а најгори је извршен 23. октобра 2009. године. Дана 12. августа, 2010. Кадиров је Скупштини Чеченије упутио захтев тражећи промену имена највишег функционера Чеченије. У објашњењу стоји да у једној држави треба да буде само један председник.

### Лидер Чеченске Републике (2011—)
Тадашњи председник Русије Дмитриј Медведев, је 28. фебруара 2011. године доставио чеченском парламенту поновну кандидатуру Кадирова за председника ове Републике, с тим да се од овог дана та функција назива лидер (глава) Чеченске Републике. Дана 5. марта исте године, овај предлог је једногласно усвојен у Чеченском парламенту.
Други мандат Рамзана Кадирова на челу Чеченије обележен је даљим развојем и економским јачањем Републике. Међутим његови критичари сматрају да је овај развој последица финансијских инвестиција савезних органа Руске Федерације. Тако лист Њујорк Тајмс из 2011. износи тврдњу да се чак 90% буџета Чеченије образује инвестицијама федералне владе из Москве. Буџет Чеченије за 2015. годину износио је рекордних 57 милијарди рубаља. Више од 20 милијарди рубаља прихода обезбеђена је у виду субвенција савезне владе. Други битан извор средстава се заснива на регионалном јавном фонду под називом Херој Русије Ахмат Кадиров, чији је Чеченија члан од 2004. године, а који се финансира кроз различите хуманитарне пројекте и програме изградње Републике. Члавни финансијери пројеката су чеченски предузетници изван матичне републике, као и средства настала умањењем плата службеника републике. Средства су у највећој мери усмерена у циљу збрињавања жртава претходних чеченских ратова.
На изборима за федералну Думу који су одржани у децембру 2011. Кадиров је поново био носилац листе партије „Јединствена Русија”, која је задобила поверење више од 99% гласача. Избори у Чеченији су и овај пут као и раније били у знаку високог одзива и апсолутне победе владајуће странке. На председничким изборима 2012. године, Владимир Путин је у Чеченији добио 99,73% гласова, уз излазност од 99,59% пунолетних грађана ове републике. Критичари оваквог стања оцењују да је ово последица деспотске владавине Кадирова, признајући да своје утиске не базирају директно са терена, правдајући се забринутошћу за властиту безбедност.
Као реакција на општеруску политику истиче се Кадирова безрезервна подршка присједињењу Крима Русији 2014. године, те оптужбе украјинских званичника да је одговоран за слање одреда чеченских добровољаца на страни проруских сепаратиста. Због ових оптужби, Европска унија је 2014. Кадирова уврстила на списак лица којима су уведене санкције у виду забране уласка у Унију. Исте године, 6. децембра, Служба безбедности Украјине је отворила кривични поступак против Кадирова оптужујући га за тероризам у Украјини.
Након истека другог мандата лидера републике, 25. марта 2016. Рамзан Кадиров је декретом од стране председника Русије Владимира Путина именован за вршиоца дужности шефа Чеченије.